# Vauprivàs
Valprivas és un municipi francès situat al departament de l'Alt Loira i a la regió d'Alvèrnia-Roine-Alps. L'any 2007 tenia 482 habitants.

## Demografia

### Població
El 2007 la població de fet de Valprivas era de 482 persones. Hi havia 196 famílies de les quals 59 eren unipersonals (35 homes vivint sols i 24 dones vivint soles), 74 parelles sense fills i 63 parelles amb fills.
La població ha evolucionat segons el següent gràfic:
Habitants censats

### Habitatges
El 2007 hi havia 355 habitatges, 205 eren l'habitatge principal de la família, 119 eren segones residències i 31 estaven desocupats. 340 eren cases i 9 eren apartaments. Dels 205 habitatges principals, 173 estaven ocupats pels seus propietaris, 21 estaven llogats i ocupats pels llogaters i 11 estaven cedits a títol gratuït; 12 tenien dues cambres, 31 en tenien tres, 56 en tenien quatre i 106 en tenien cinc o més. 165 habitatges disposaven pel capbaix d'una plaça de pàrquing. A 77 habitatges hi havia un automòbil i a 102 n'hi havia dos o més.

### Piràmide de població
La piràmide de població per edats i sexe el 2009 era:
| Homes | Edats   | Dones |
| ----- | ------- | ----- |
| 0     | 95 o +  | 0     |
| 4     | 90 a 94 | 0     |
| 4     | 85 a 89 | 0     |
| 4     | 80 a 84 | 0     |
| 36    | 75 a 79 | 24    |
| 8     | 70 a 74 | 16    |
| 12    | 65 a 69 | 20    |
| 4     | 60 a 64 | 12    |
| 12    | 55 a 59 | 0     |
| 12    | 50 a 54 | 16    |
| 20    | 45 a 49 | 12    |
| 8     | 40 a 44 | 12    |
| 16    | 35 a 39 | 8     |
| 8     | 30 a 34 | 16    |
| 20    | 25 a 29 | 12    |
| 4     | 20 a 24 | 16    |
| 4     | 15 a 19 | 20    |
| 20    | 10 a 14 | 4     |
| 4     | 5 a 9   | 12    |
| 12    | 0 a 4   | 12    |

## Economia
El 2007 la població en edat de treballar era de 295 persones, 210 eren actives i 85 eren inactives. De les 210 persones actives 201 estaven ocupades (109 homes i 92 dones) i 9 estaven aturades (5 homes i 4 dones). De les 85 persones inactives 50 estaven jubilades, 21 estaven estudiant i 14 estaven classificades com a «altres inactius».

### Ingressos
El 2009 a Valprivas hi havia 201 unitats fiscals que integraven 485,5 persones, la mediana anual d'ingressos fiscals per persona era de 16.371 €.

### Activitats econòmiques
Dels 10 establiments que hi havia el 2007, 6 eren d'empreses de construcció, 1 d'una empresa de comerç i reparació d'automòbils, 1 d'una empresa d'hostatgeria i restauració, 1 d'una empresa de serveis i 1 d'una entitat de l'administració pública.
Dels 4 establiments de servei als particulars que hi havia el 2009, 1 era un paleta, 1 guixaire pintor, 1 fusteria i 1 electricista.
L'únic establiment comercial que hi havia el 2009 era una floristeria.
L'any 2000 a Valprivas hi havia 22 explotacions agrícoles que ocupaven un total de 819 hectàrees.

## Equipaments sanitaris i escolars
El 2009 hi havia una escola elemental.

## Poblacions més properes
El següent diagrama mostra les poblacions més properes.